# Nguyễn Phúc Vĩnh Gia
Nguyễn Phúc Vĩnh Gia (chữ Hán: 阮福永嘉; 1821 – 11 tháng 1 năm 1850), phong hiệu Phương Duy Công chúa (芳維公主), là một công chúa con vua Minh Mạng nhà Nguyễn trong lịch sử Việt Nam.

## Tiểu sử
Hoàng nữ Vĩnh Gia sinh năm Tân Tỵ (1821), là con gái thứ 12 của vua Minh Mạng, mẹ là Thất giai Quý nhân Cái Thị Trinh. Bà Vĩnh Gia là người con thứ hai của bà Quý nhân, là chị em cùng mẹ với Vĩnh An Công chúa Hòa Thục và Ba Xuyên Quận công Miên Túc.
Năm Thiệu Trị thứ 5 (1845), công chúa Vĩnh Gia lấy chồng là Phò mã Đô úy Lê Tăng Mậu, người Vĩnh Tường, con trai của Thiếu bảo An Quang tử Lê Văn Đức. Công chúa và phò mã có với nhau hai con trai và hai con gái. Theo Đại Nam liệt truyện, phò mã Mậu mất vào năm Tự Đức thứ 8 (1855).
Năm Tự Đức thứ 2 (năm dương lịch là 1850), Kỷ Dậu, ngày 29 tháng 11 (âm lịch), công chúa Vĩnh Gia qua đời, hưởng dương 29 tuổi, được phong tặng làm Phương Duy Công chúa (芳維公主), thụy là Uyên Diễm (淵艷). Lúc đầu, bà được thờ tại đền Triển Thân (1854), năm Hàm Nghi thứ nhất (1885) được hợp thờ ở đền Thân Huân.
Mộ của công chúa Vĩnh Gia được táng tại làng Trúc Lâm, thuộc Hương Trà, phủ Thừa Thiên (nay thuộc khu quy hoạch Bàu Vá, Huế). Năm 2008, lăng mộ của bà đã được di dời về nghĩa trang phía bắc thành phố Huế, thuộc phường Huơng Hồ, thành phố Huế